# Іларіон (митрополит Київський)
Святи́тель Іларіо́н (990 — 1088) — митрополит Київський та всієї Русі, перший митрополит слов'янського походження, оратор і письменник, церковно-політичний діяч давньої України. Причислений до лику Святих. Автор «Слова про закон і благодать», «Молитви» та «Сповідання віри» (повна назва «Про закон, Мойсеєм даний, і про благодать та істину, що були Ісусом Христом, і як закон одійшов, а Благодать і Істина всю землю сповнили, і віра на всі народи поширилась, і на наш народ руський. І похвала кагану нашому Володимиру, що ним охрещені ми були»).

## Біографія
Про життя і діяльність Іларіона повідомляють руські літописи під 1051 (рідше — під 1050) роком.
З «Повісті временних літ» знаємо, що Іларіон був священиком придвірної церкви Св. Апостолів у князівському селі Берестовім (під Києвом) поруч із Печерським монастирем (теперішня Лавра). Уже в ці роки Іларіон вів суворий подвижницький спосіб життя. Він викопав собі печеру на березі Дніпра й часто залишався у ній для таємної молитви. Згодом цю печеру зайняв преподобний Антоній Печерський. Від преподобного Антонія Іларіон прийняв чернечий постриг.
1051 року собором руських архієреїв святитель Іларіон був поставлений митрополитом Київським і всієї Русі. Він увійшов в історію Руської Церкви як перший митрополит, поставлений на Київську кафедру собором руських єпископів. Пізніше святитель Іларіон був затверджений Константинопольським Патріархом.

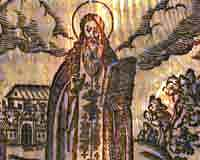
Святитель Іларіон

Святитель Іларіон вирізнявся чудовою для свого часу освітою, був чудовим духовним пастирем і проповідником. Його діяльність припала на період утвердження й зміцнення християнства на Русі. Для досягнення успіху в цій важливій справі Митрополит Іларіон надавав великого значення розвитку писемності. Будучи проповідником християнської віри, митрополит Іларіон писав праці, де прославляв християнство, показував його перевагу над старою вірою. Первосвятителем Руської Церкви він був недовго: 1054 року відійшов від керування митрополією. Помер він 1067 року й прославлений у лику святих.
Ці уривчасті відомості про Іларіона стають зрозумілішими, якщо їх зіставити з літописними повідомленнями про просвітницьку діяльність князя Ярослава Мудрого. Так, ще за часів свого князювання в Новгороді Ярослав розпорядився зібрати дітей старост і священиків для навчання їх читати і писати. Сам Ярослав «любя церковные уставы, попы любяще по велику, излиха же черноризьце, и книгам прилежа и почитая і часто в нощи и в дні», «насія книжными словесы сердца вірных людіи». Поширення князем книжності і писемності на Русі виразилося ще й у тому, що він «собрав писцы многы», організував переписування слов'янських і перекладних грецьких книг, завдяки чому при Софійському соборі в Києві була влаштована перша бібліотека.
Формування Іларіона як майбутнього письменника й оратора проходило, таким чином, в атмосфері освоєння Київською Руссю нової європейської культури, а його освіченість і талант не залишилися непоміченими при виборі Ярославом претендента на митропольний престол.
Той факт, що саме русин займає посаду митрополита, розцінюється як початок боротьби за незалежність Київської митрополії від грецької. Іларіон, чия діяльність протікала в повній згоді з князем Ярославом, виявився його вірним помічником і однодумцем. Він був співавтором Ярослава в складанні церковного статуту — Судебника («Ярослав съгадал есмь с митрополитом с Ларионом, сложил есмь греческий номоканун»). Своєю участю в літописанні, літературною діяльністю Іларіон багато в чому сприяв становленню української духовної культури.
1054 року, після смерті Ярослава, Іларіон, очевидно, був усунутий з посади київського митрополита, тому що його ім'я не згадується літописами серед присутніх на похороні князя. Видається, що колишній митрополит усамітнився у Києво-Печерському монастирі («ископа печерку малу двусажену кде ныне ветхыи манастырь печерьскыи»). Останні чотирнадцять років життя він очолює цей головний на Русі монастир і помирає 1088 р. у похилому віці.

## Сумніви щодо дати затвердження

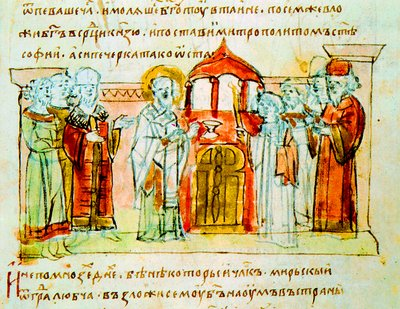
Інтронізація митрополита Іларіона (мініатюра Радзивилівського літопису)

Існує відмінна від літописної дати затвердження Іларіона Київським митрополитом. Зокрема, детальне вивчення історичних документів того часу дозволяє припустити, що Іларіон був поставлений митрополитом не 1051, а 1044 року. Навряд чи було можливо, щоб патріарх Константинополя надіслав нового митрополита-грека на Русь, як це було прийнято завжди, під час військового конфлікту між Київською Руссю і Візантією 1043—1046 років. Однак, Київська Русь не могла залишатися без голови церкви, і ним, можливо, було обрано Іларіона. Відновлення миру між двома державами змусило Константинополь визнати законність обрання Іларіона на соборі 1051 року.
Проте, дата 1044 рік знаходиться під великим сумнівом, бо у період 1035-1051 років за різними джерелами митрополитами Київськими були Феопемпт та Кирил І. Кількох митрополитів одночасно бути не могло.

## Творчість
З історичними і політичними подіями молодої християнської Русі пов'язаний зміст головного твору Іларіона — «Слово про закон і благодать». Так прийнято коротко називати твір, що має більш розгорнуту назву: «Про закон, Мойсеєм даний, і про благодать та істину, що були Ісусом Христом, і як закон одійшов, а благодать і істина всю землю сповнили, і віра на всі народи поширилась, і на наш народ руський. І похвала кагану нашому Володимиру, що ним охрещені ми були». У цьому випадку назва відбиває і зміст твору, і його композицію, що складається з трьох частин: 1) «про закон і благодать», 2) про значення християнства для Русі, 3) похвала князям Володимиру і Ярославові. «Слово» побудовано за всіма правилами ораторського мистецтва: загальні міркування на тему (перша частина твору) є доказом для певної, конкретно-історичної події (друга і третя частини твору).
Іларіон починає «Слово» з викладу своїх уявлень про всесвітню історію. Він не робить великих екскурсів у старозавітну і новозавітну епохи, як це було прийнято в християнській історіографії, а міркує в такий спосіб. «Закон» (Старий Завіт) через пророка Мойсея був даний людям, щоб вони «не загинули у язичестві» («ідольському мороці»). Однак «закон» був відомий тільки древнім євреям і не одержав поширення серед інших народів. «Благодать» же (Новий Завіт), що прийшов на зміну «законові», початковому періодові історії, — не вузьконаціональне явище, а надбання всього людства. Головна перевага «благодаті» перед «законом» полягає в духовній освіті і рівності всіх народів.
«Благодать», нова віра, дійшла і до Руської землі. Іларіон вважає, що це закономірний акт божественного провидіння («але зробив милість нам Бог, і возсіяло в нас світло розуму»). Тут для Іларіона важливо було підкреслити думку про рівність Русі-України з іншими народами і тим самим відзначити формальну роль Візантії в події хрещення Русі.
Теоретичне осмислення значення Русі у світовому історичному процесі змінюється літописним оповіданням про діяння князя Володимира, «вчителя і наставника» Русі, і його «вірного воспреемника» — князя Ярослава. Дотримуючись поганських традицій у поглядах на родову спадковість князівської влади й особистих заслуг правителів в історичних подіях, Іларіон вважає, що Володимир по власній волі хрестив Русь. Виходить, він гідний рівного з апостолами шанування: як апостоли навернули до християнської віри різні країни («хвалить же хвалебними словами Римська земля Петра і Павла» тощо), точно так само Володимир навернув до християнської віри Русь. Коли Іларіон порівнює його з імператором Костянтином Великим, що затвердив християнство в Західній і Східній Європі, він підкреслює всесвітній характер просвітньої місії князя Володимира, що «від славних народився, шляхетний від шляхетних», і є гідним спадкоємцем своїх могутніх предків, князів Ігоря і Святослава, що «у роки свого панування мужністю і хоробрістю прославилися в багатьох країнах».
Не залишає без уваги Іларіона і діяльність Ярослава. Іде барвистий опис Києва і похвали Ярославу-будівельнику. З будівель, споруджених при ньому, Іларіон особливо виділяє Київський Софійський собор, що був зведений як подоба Софійського собору в Константинополі і символізує, згідно з Іларіоном, рівність Русі і Візантії.
Так Іларіон у «Слові» майстерно з'єднав філософську і богословську думку з оригінальним баченням історії й аналізом насущних завдань своєї епохи.
Точна дата написання «Слова» невідома, але є припущення, що воно було вимовлено 26 березня 1049 року на честь завершення будівлі оборонних споруд навколо Києва.
Крім «Слова про закон і благодать», Іларіону належать також «Молитва» і «Сповідання віри» — твори, настільки близькі до «Слова» своїм стилем і змістом, що деякий час вважалися його продовженням. У цілому зазначені твори складають досить скромну літературну спадщину, але на тлі літературного процесу середньовіччя значення його величезне: протягом шести століть запозичення з «Слова» робилися в пам'ятках української і слов'янської літератури. Крім того, використовувалися й ораторські прийоми Іларіона.